# Benedict Charles Franzetta
Benedict Charles Franzetta (* 1. August 1921 in East Liverpool, Ohio; † 26. September 2006 in Cleveland) war ein US-amerikanischer römisch-katholischer Geistlicher und Weihbischof in Youngstown.

## Leben
Benedict Charles Franzetta besuchte die Garfield Elementary School und die East Liverpool High School sowie die George Washington Night School in New York City und das St. Charles College in Catonsville. Während des Zweiten Weltkriegs arbeitete Franzetta als ziviler Angestellter beim United States Army Corps of Engineers. Anschließend studierte er Philosophie und Katholische Theologie am Priesterseminar St. Mary in Cleveland. Franzetta empfing am 29. April 1950 in der St. Columba Cathedral durch den Bischof von Youngstown, James Augustine McFadden, das Sakrament der Priesterweihe.
Nach der Priesterweihe war Benedict Charles Franzetta zunächst als Pfarrvikar der Pfarrei St. Anthony in Canton tätig, bevor er 1957 Pfarrvikar der Pfarrei St. Mary in Conneaut wurde. Von 1958 bis 1960 war Franzetta Vize-Diözesankanzler des Bistums Youngstown. 1960 wurde er Direktor des Diözesanbüros für Familienpastoral. Benedict Charles Franzetta war von 1965 bis 1979 als Diözesankanzler und ab 1966 zusätzlich als Verantwortlicher für die Finanzen tätig. Zudem war er in dieser Zeit Pfarradministrator der Pfarrei St. Joseph in Youngstown. 1979 wurde Franzetta Generalvikar des Bistums Youngstown.
Am 26. Juli 1980 ernannte ihn Papst Johannes Paul II. zum Titularbischof von Opitergium und zum Weihbischof in Youngstown. Der Bischof von Youngstown, James William Malone, spendete ihm am 4. September desselben Jahres in der St. Columba Cathedral die Bischofsweihe; Mitkonsekratoren waren der Erzbischof von Cincinnati, Joseph Bernardin, und der Bischof von Covington, William Anthony Hughes. Als Weihbischof war Benedict Charles Franzetta Mitglied des Priesterrats und des Diözesanvermögensverwaltungsrats des Bistums Youngstown.
Papst Johannes Paul II. nahm am 4. September 1996 das von Benedict Charles Franzetta aus Altersgründen vorgebrachte Rücktrittsgesuch an.